# Begonia besleriifolia
Espèce
Synonymes
- Begonia besleriifolia var. stuhriana Brade[1]

Begonia besleriifolia est une espèce de plantes de la famille des Begoniaceae. Ce bégonia à tige de bambou est endémique du Brésil.

## Description
Ce bégonia à tige de bambou peut atteindre jusqu'à deux mètres de haut. Les fleurs d'1 cm sont réparties en une inflorescence de 50 cm. C'est un bégonia facile à cultiver.

## Répartition géographique
Cette espèce est originaire du Brésil.

## Classification
Begonia besleriifolia fait partie de la section Ruizopavonia du genre Begonia, famille des Begoniaceae. En classification phylogénétique APG IV (2016), comme classification phylogénétique APG III (2009), celle-ci est classée dans l'ordre des Cucurbitales, alors que dans la classification classique de Cronquist (1981) les Begoniaceae font partie de l'ordre des Violales.
L'espèce a été décrite en 1827 par le botaniste autrichien Heinrich Wilhelm Schott (1794-1865), sous le basionyme de Begonia besleriaefolia.
L'épithète spécifique besleriifolia signifie « à feuille de Besleria », en référence à la similitude de forme du feuillage avec ce genre de gesneriacées.
Publication originale : Systema Vegetabilium, editio decima sexta 4(app): 408. 1827..

### Liste des variétés
Selon Tropicos (6 février 2017) (Attention liste brute contenant possiblement des synonymes) :
- variété Begonia besleriifolia var. besleriifolia
- variété Begonia besleriifolia var. stuhriana Brade